# Холт, Джозеф
Джозеф Холт (англ. Joseph Holt; 6 января 1807 — 1 августа 1894) — американский адвокат и государственный деятель, занимавший посты военного министра и генерального почтмейстера в кабинете Джеймса Бьюкенена. Во время Гражданской войны и до 1875 года, он был судьёй и принимал участие в судебном разбирательстве по делу заговорщиков, совершивших убийство Авраама Линкольна в 1865 году.